# Spolek na obnovu židovských památek
Spolek na obnovu židovských památek (původně NA PERUCKU) vznikl 1.1. 2015 s cílem napomáhat obnově židovských památek. Úzce spolupracuje s Židovskou obcí Teplice a sborem M. J. Husa na Peruci. V roce 2019 byl spolku zkrácen název na SPOLEK NA OBNOVU ŽIDOVSKÝCH PAMÁTEK a to vzhledem k rozšíření činnosti na oblast bývalého okresu Louny. K hlavním aktivitám patří péče o Židovský hřbitov u Hřivčic a o další židovské památky. Příležitostně organizuje výstavy o židovské komunitě v regionu. O aktivitách spolku byl natočen dokument České televize „Kameny zmizelých“, který byl odvysílán na ČT2 v pořadu Cesty víry 11. září 2016.

## Historie spolku
Spolek od roku 2015 v několika fázích realizoval projekt obnovy Židovského hřbitova u Hřivčic a to za finanční podpory Nadačního fondu obětem holocaustu, Evropské organizace ESJF, Nadace Židovské obce Praha, Městyse Peruc a Úřadu práce Ústeckého kraje, pracoviště Louny. Již v roce 2015 byla kompletně zrekonstruována obvodová hřbitovní zeď z opukového kamene včetně nové vstupní brány ze dřeva s kovovými prvky – Davidovy hvězdy. Dále byla obnovena přístupová cesta od Hřivčic a zřízeno parkoviště v bezprostřední blízkosti hřbitova. Další významnou akcí spolku v roce 2015 bylo položení tří „Kamenů zmizelých“ na Peruci (7. června 2015) u bývalého obchodu Rosenbaum, věnovaných členům místní židovské rodiny, která vlastnila dům u Boženiny studánky.

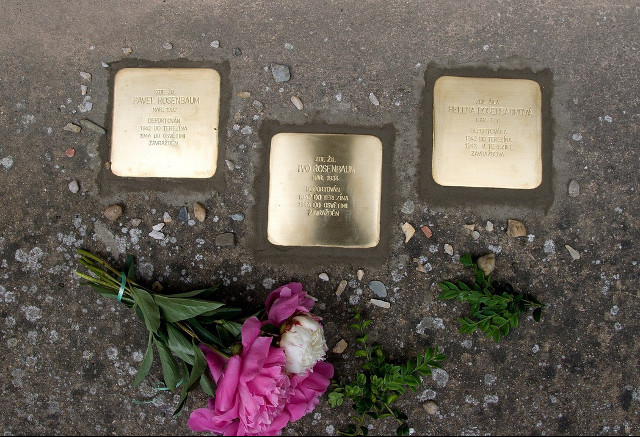
Kameny zmizelých před domem židovské rodiny Rosenbaum u Boženiny studánky na Peruci

V roce 2016 byl do zrekonstruovaného prostoru bývalé márnice Židovského hřbitova u Hřivčic umístěn památník obětem holocaustu IN MEMORIAM se jmény 17 židovských občanů z Peruce. Projekt památníku vypracoval předseda spolku ing. architekt Ivo Suslik ve spolupráci s odborníkem na hebrejskou epigrafiku Mgr. Danielem Polakovičem. Tento památník byl slavnostně odhalen za účasti vrchního zemského rabína Karola Sidona, zástupce ESJF Philipa Carmela, představitelů Židovských obcí a dalších významných hostů v úterý 21. června 2016. V roce 2016 se spolek poprvé zapojil s památkou Židovský hřbitov u Hřivčic do akce Den židovských památek. 
V roce 2017 připravil spolek v rámci připomínání hrůz holocaustu výstavu „Perucké židovské rodiny IN MEMORIAM" věnující se osudům židovských rodin žijících na Peruci před deportací do koncentračních táborů, která se uskutečnila v prostorách perucké knihovny.
V letech 2017–2018 předseda spolku Ing. arch. Ivo Suslik napomáhal stejným způsobem při rekonstrukci Židovského hřbitova v Letově u Podbořan, kde došlo k opravě obvodové zdi a vstupní brány.
Od října roku 2017 je otevřená stálá výstava s názvem Židovský hřbitov u Hřivčic - Rekonstrukce a historie, která se nachází v Obřadní síni Židovského hřbitova v Lounech. Výstava se věnuje historii této židovské památky s uvedením nově zpracované historicko-geografické studie hřbitova autorů Mgr. Daniela Polakoviče z Židovského musea v Praze a PhDr. Ing. Václava Freda Chvátala z Muzea Českého lesa v Tachově.
V roce 2018 byl obnoven původní hebrejský nápis nad vstupní branou Židovského hřbitova v Žatci. Nápis koncipoval architekt Ivo Suslik ve spolupráci s Mgr. Danielem Polakovičem za přispění Nadace Židovské obce Praha.
V roce 2019 spolek uspořádal ve spolupráci s Oblastním muzeem Louny výstavu Osudy židovských rodin na Lounsku autorů PhDr. Jana Mareše PhD., místního historika a archiváře, a Anny Krausové, členky spolku a studentky judaistiky. Uspořádání výstavy finančně podpořil Nadační fond obětem holocaustu a město Louny. K příležitosti výstavy byla vydána pamětní medaile a tištěná brožurka.

## Současnost spolku
Spolek usiluje o obnovu lounské synagogy a o uvedení bývalého židovského hřbitova na vrchu Mělce u Loun do důstojného stavu.

## Galerie

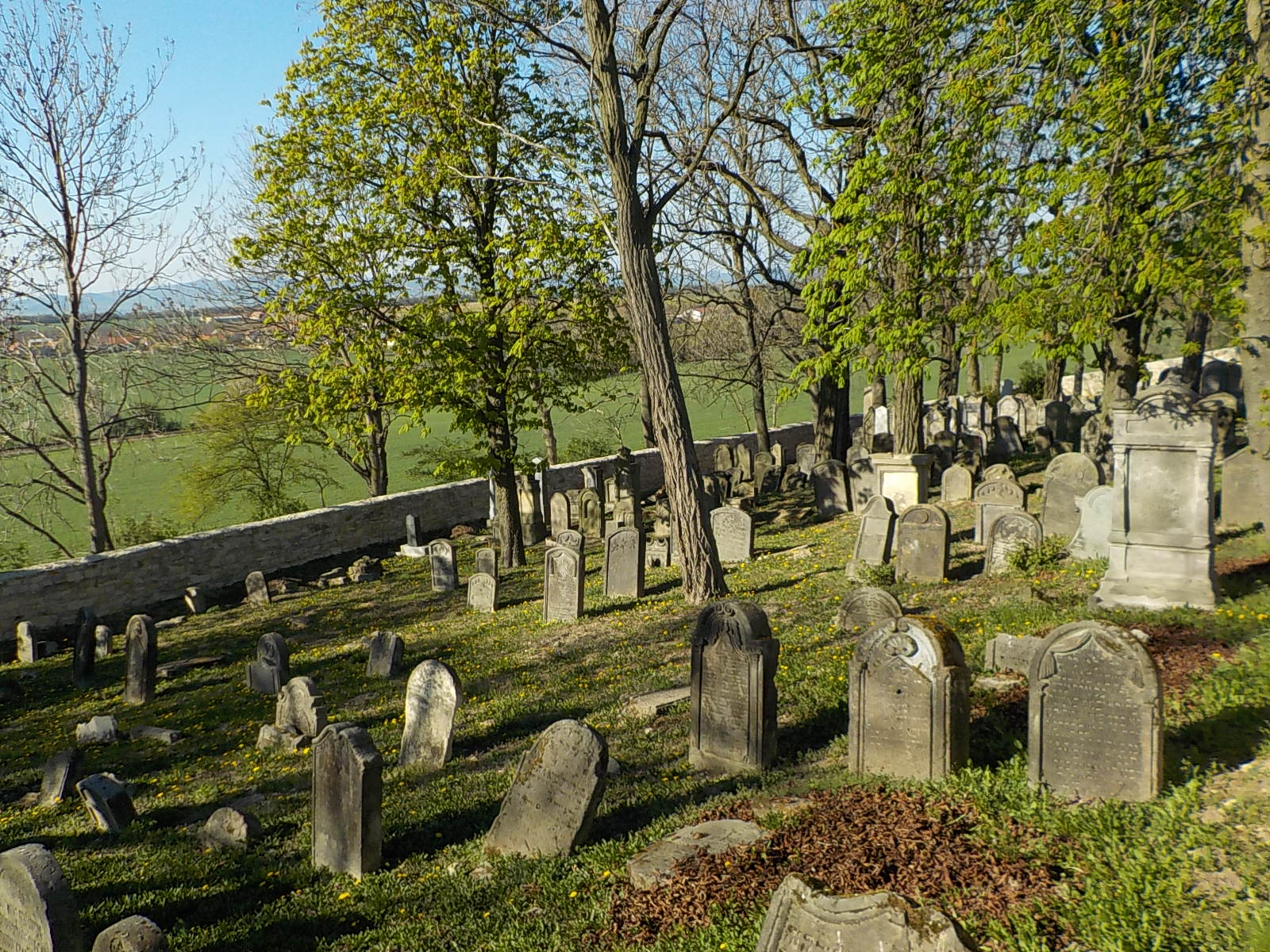
Židovský hřbitov u Hřivčic
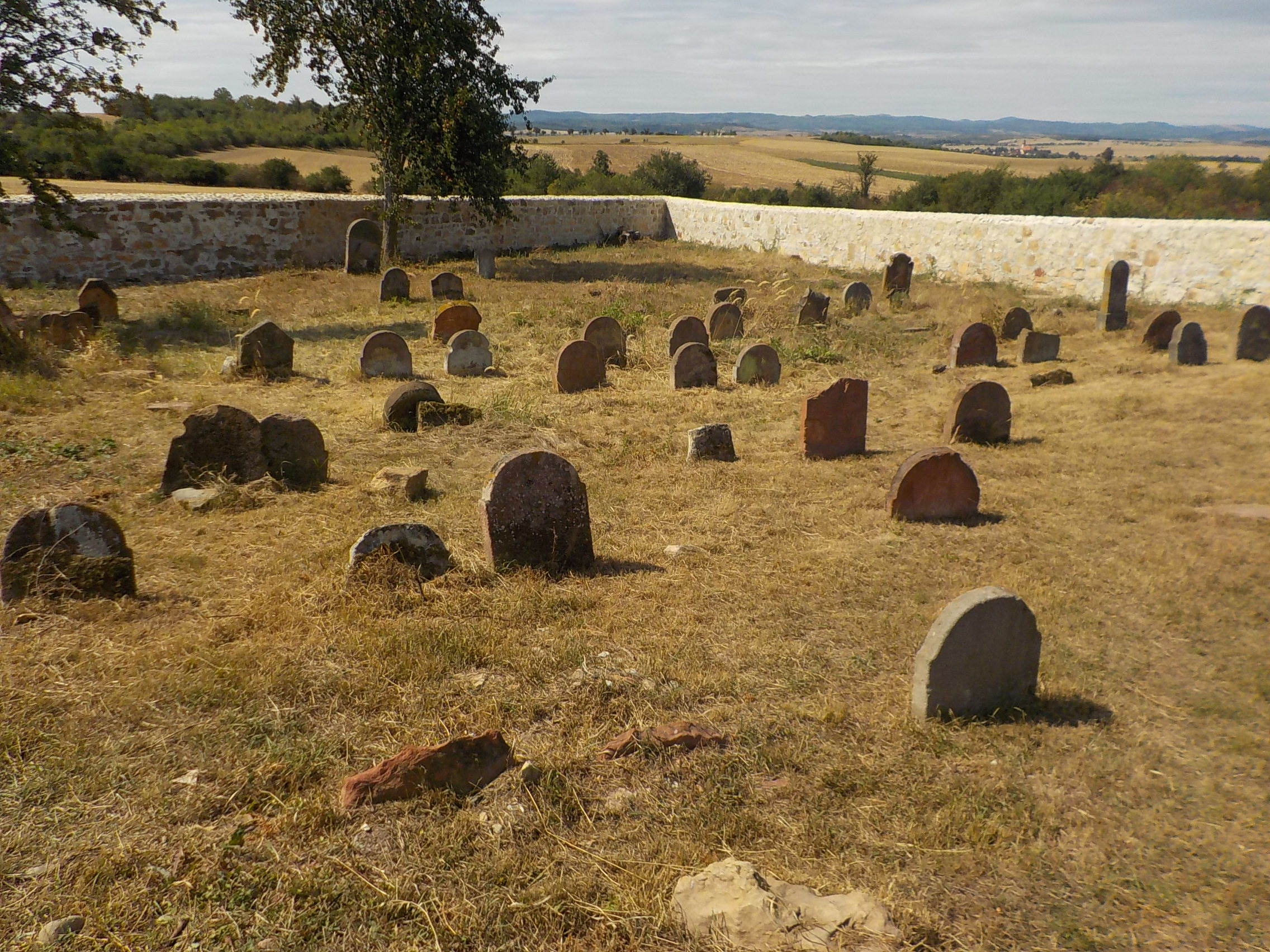
Židovský hřbitov v Letově
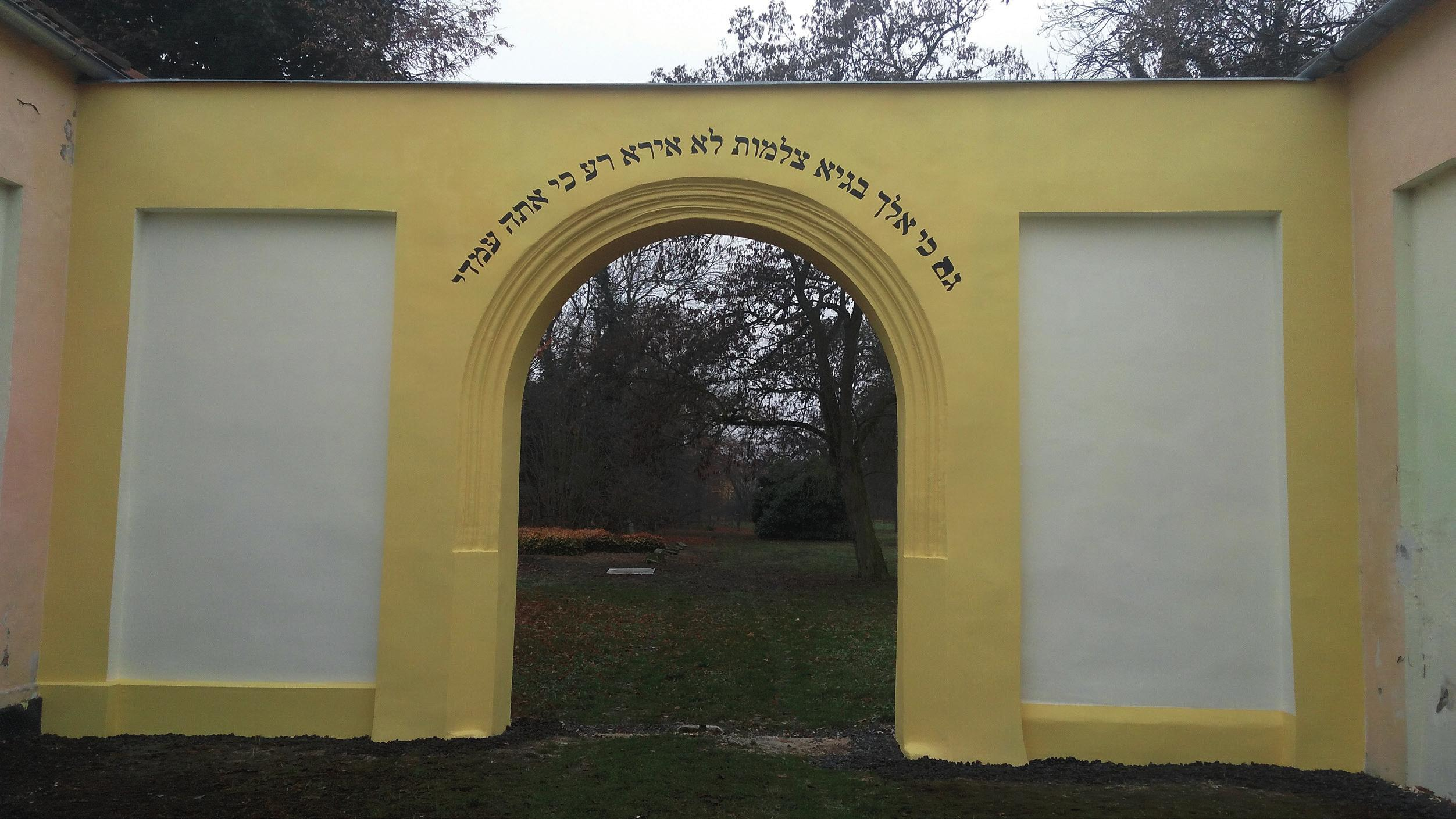
Židovský hřbitov v Žatci
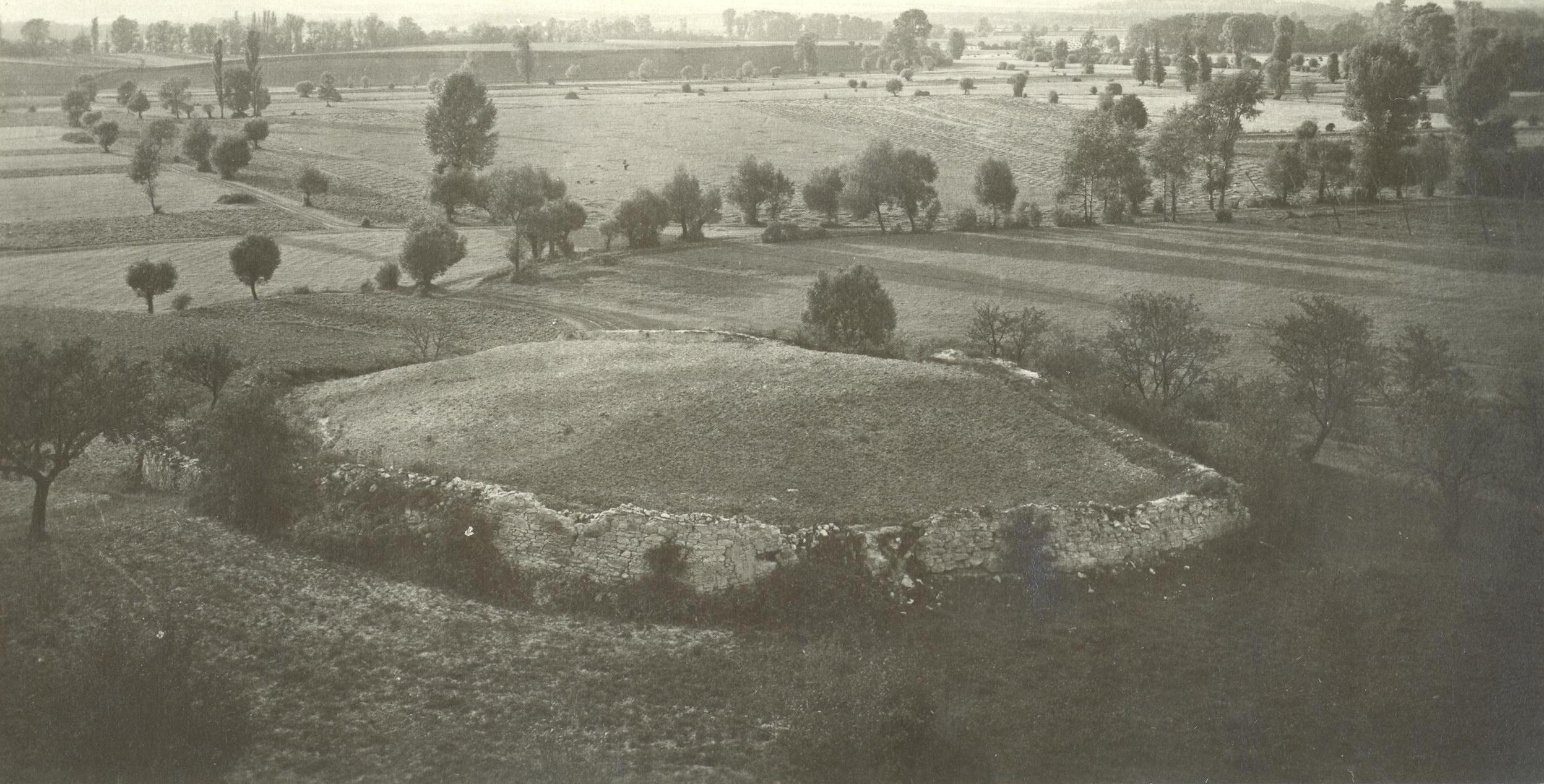
Židovský hřbitov na vrchu Mělce u Loun kolem roku 1900
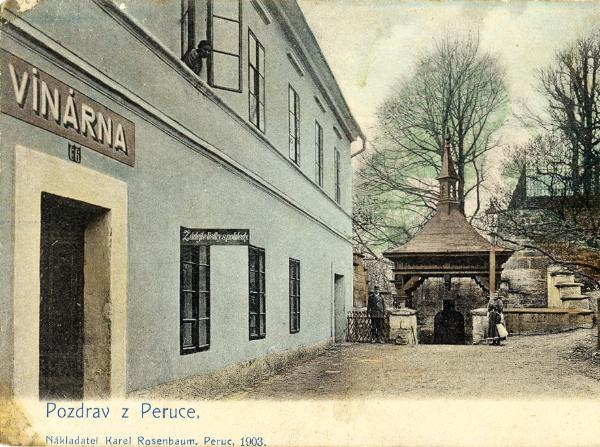
Dům Rosenbaum na Peruci historická pohlednice
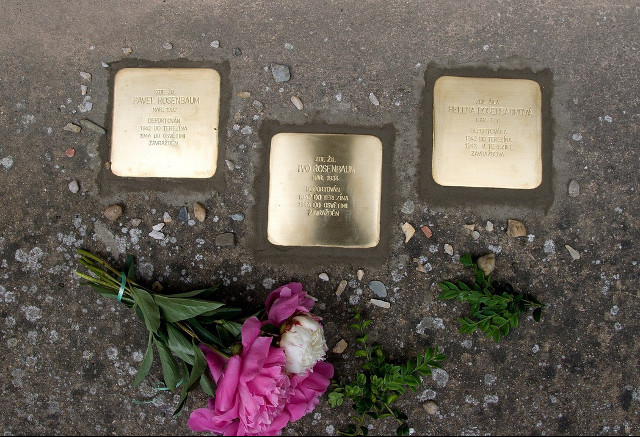
Kameny znizelých
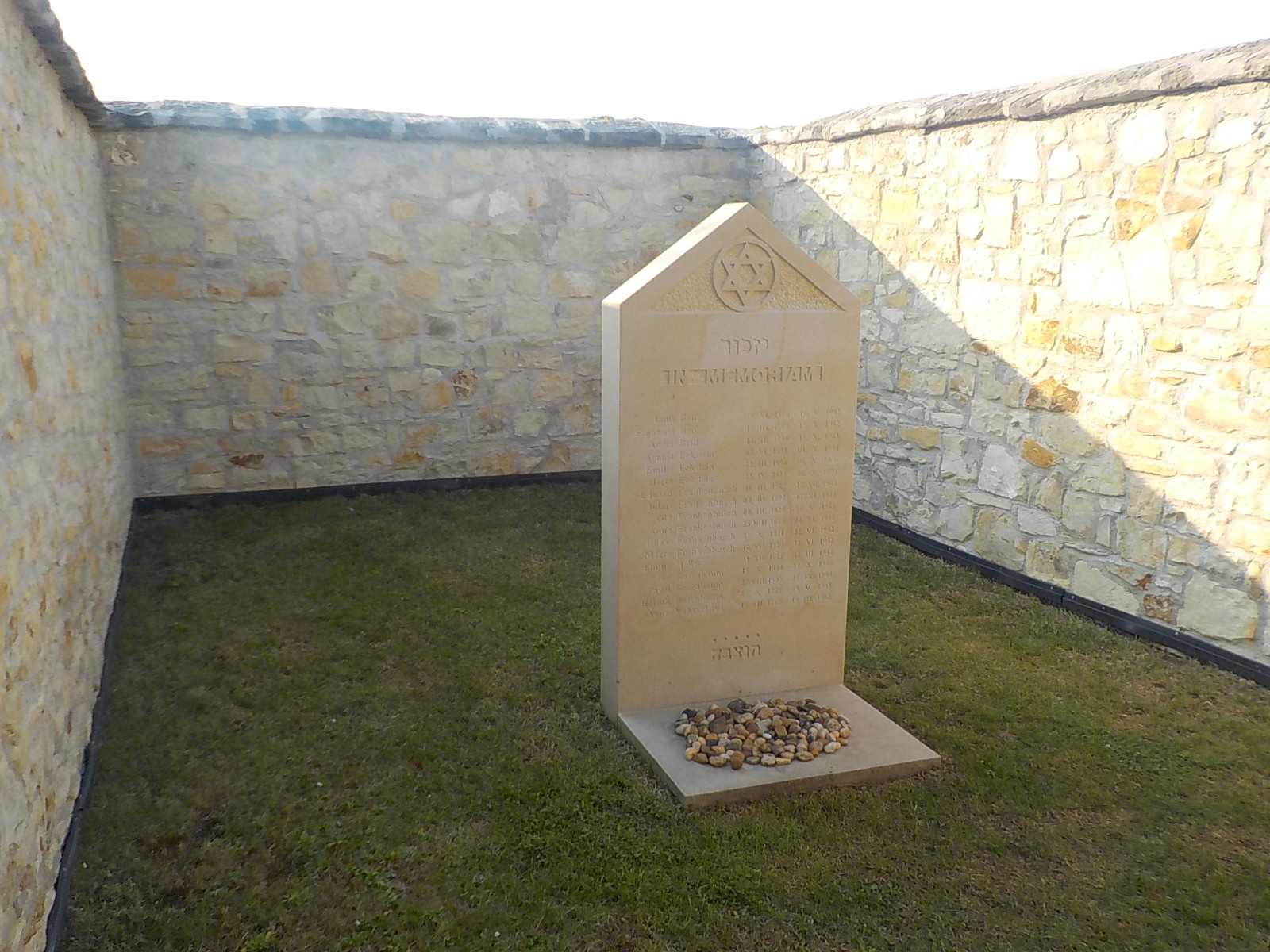
Památník oběhem holocaustu z Peruce IN MEMORIAM
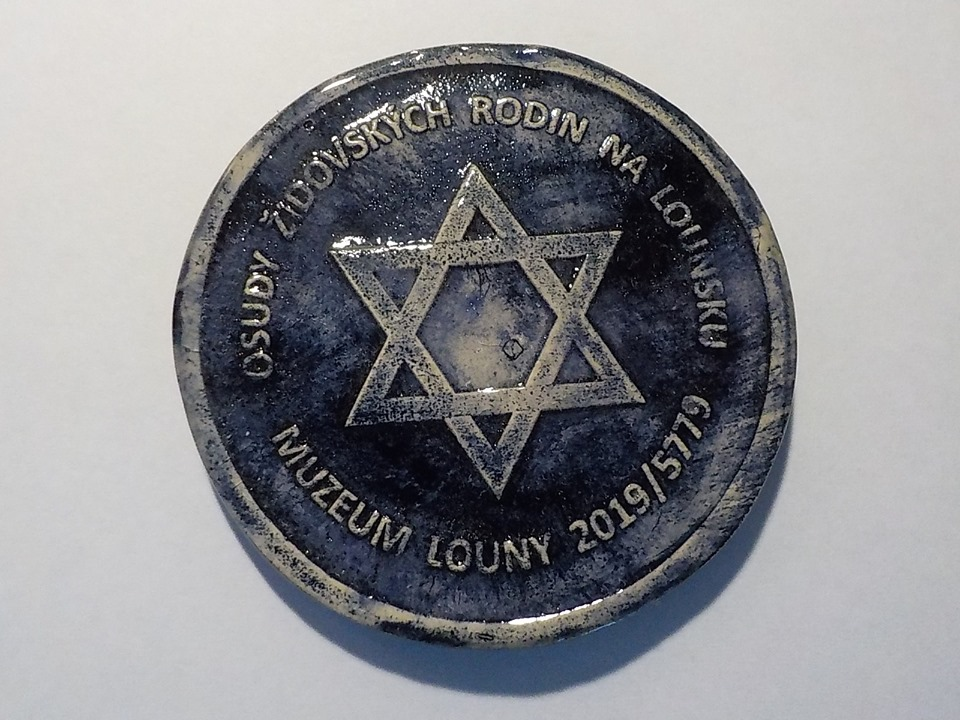
Pamětní medaile k výstavě Osudy židovských rodin na Lounsku 2019
- Reportáž OK TV Žatec k výstavě Osudy židovských rodin na Lounsku 2019